# مقتل إريك غارنر
حادثة مقتل إريك غارنر حدثت في 17 يوليو 2014 في جزيرة ستاتن في الولايات المتحدة الأمريكية. حيث إريك غارنر وهو أمريكي من أصول إفريقية (43 سنة) مصاب بالربو وأب لستة أولاد، ومعتقل سابق لبيع السجائر غير الخاضعة للضريبة. وعند محاولة رجال الشرطة اعتقال غارنر حاول مقاومة رجال الشرطة؛ مما دفع بالشرطي جاستن داميكو طرحه أرضاً.
وفي شريط مصور للحادثة يظهر رجل شرطة يضغط على رقبة غارنر وشتكى خلاله أكثر من مرة من أنه لا يستطيع التنفس قبل أن يغيب عن الوعي وتعلن وفاته في المستشفى. وتجددت المظاهرات احتجاجاً على الحادثة بعد مقتل الشاب مايكل براون برصاص شرطي في فرغسون بولاية ميزوري في التاسع من أغسطس 2014.